# Zerzęcin
Zerzęcin – wieś dziś nieistniejąca. Pierwotna nazwa dąbrowy lub pustki, następnie sołectwa. W XVI w. na jej terytorium powstała wieś  Paprocice. Dziś obszar  powiatu kieleckiego w  gminie Nowa Słupia.

## Odmiany nazwy pisowni w źródłach, położenie geograficzne.
W zapisach historycznych występuje jako
- w roku 1369 Zerzocin,
- w 1374 r. Sarzacin; w wiekach XVII-XVIII w. Żerzocin, Rserocin, Rzerzęcin następnie Zerzęcin.

Wieś w powiecie sandomierskim opisana jako w roku 1369 - dziedzictwo (hereditas), dąbrowa (merica) (Kodeks dyplomatyczny Małopolski. T.III str.830),

zaś w 1374 jako - dąbrowa (merica)

## Własność
W latach 1369, 1374 stanowi własność duchowną - klasztoru świętokrzyskiego

## Lokacja
W roku 1369 opat konwentu świętokrzyskiego Stefan sprzedaje na prawie dziedzicznym za 6 grzywien Okosławowi sołtysowi Olszewnicy dziedzictwo (hereditas) Zerzęcina rozciągające się od kopców granicznych klucza łagowskiego do granic wolnizny Miłowana czyli Ratajów obecnie Wólka Milanowska, a stąd, włączając dąbrową (merica) Zerzęcin., aż do ścieżki lechowskiej (nazwa pochodzi od nazwy wsi Lechów), między dąbrowami (merica) Senno i  Citanika.
Sołtys otrzymuje 3 łany wolne od wszelkich świadczeń łącznie z dziesięcinami trzeci denar z kar sądowych, szósty denar z czynszów, 3 ogrody, jatki mięsne, ławy piekarzy i szewców, wolny staw, młyn, karczmę oraz pełne sądownictwo w sprawach dużych i małych nad mieszkańcami.
Zerzęcin może też odstąpić jako sołectwo dowolnej osobie, akceptowanej przez klasztor.
W zamian ma służyć wedle woli opata oraz dawać co roku obiedne.
Kmiecie uzyskują 20 lat wolnizny (zwolnienia od podatków), po której mają płacić na świętego Michała (29 IX) 1 wiardunek za dziesięcinę a na ś. Marcina (11 XI) i 1 wiardunek czynszu, uprawiać to znaczy orać, siać, zbierać i zwozić 2 morgi, 1 na zimę, 1 na wiosnę, dawać 2 razy w roku obiedne lub po 1 wiardunku za każde, inne honory oddawać tak jak w innych wsiach opactwa.
W roku 1374 opat przyłącza do wsi Rataje m.in. dąbrowę (merica) Zerzęcin z lasami i łąkami, położoną między wsią Rataje a Wolnizną Berstana, którą to dąbrowę Jakub, obecny sołtys Ratajów, kupił za 6 grzywien od Żegoty z Olszownicy.